# Dillenia
Dillenia es un género de unas 60 especies de plantas de flores perteneciente a la familia Dilleniaceae, nativo de las regiones tropicales y subtropicales del sur de Asia, Australasia, y las islas de Océano Índico. Comprende 125 especies descritas y de estas, solo 58 aceptadas.

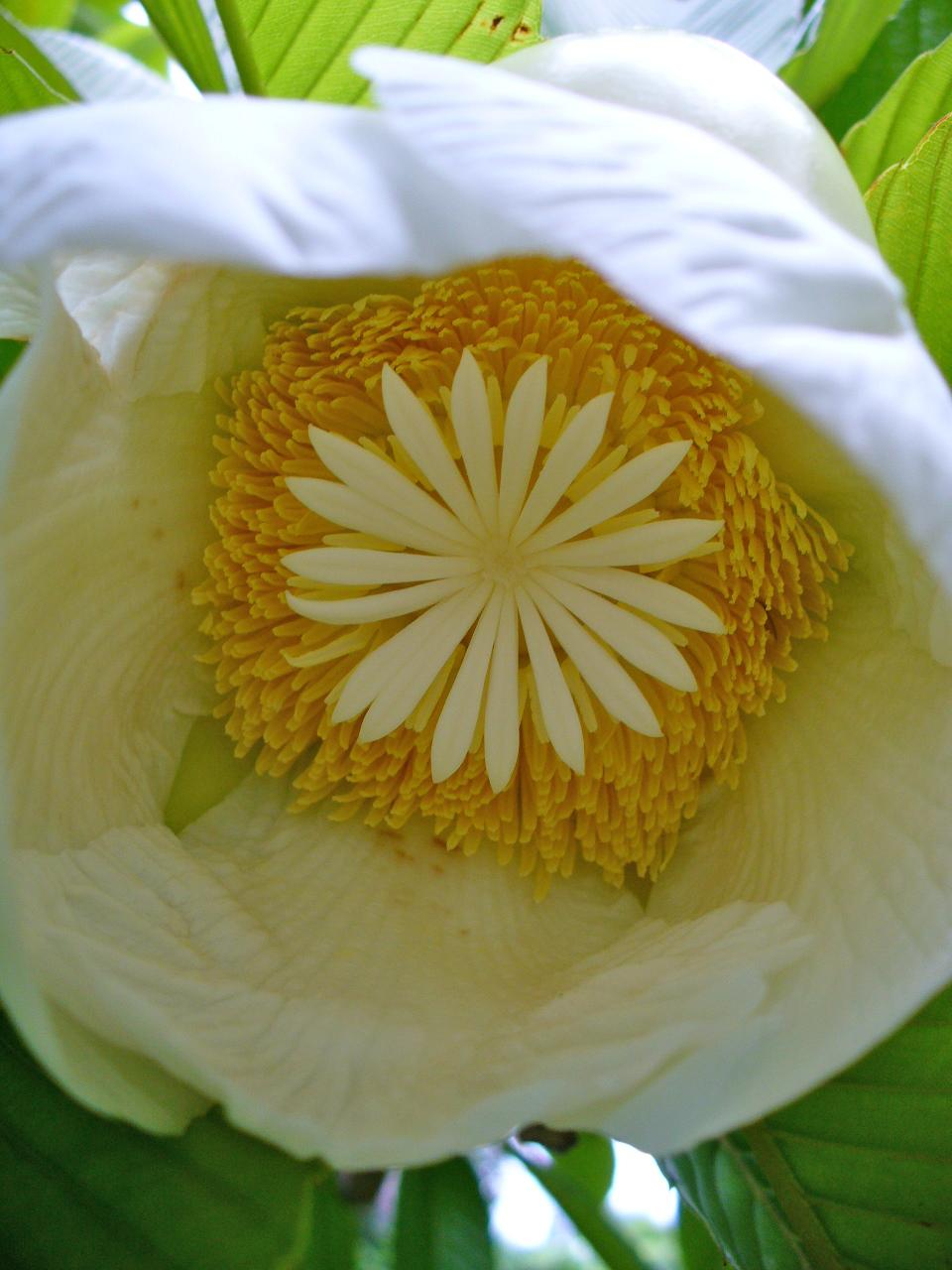
Flor de Dillenia indica

## Descripción
El género comprende árboles y arbustos perennes o bienales. Las hojas son simples y dispuestas en espiral. Las flores son solitarias o en racimos terminales, con cinco sépalos y cinco pétalos, numerosos estambres y una agrupación de 5-20 carpelos. Son similares superficialmente en apariencia a las flores de Magnolia.

## Taxonomía
El género fue descrito por Carlos Linneo y publicado en Species Plantarum 1: 535. 1753.
Etimología
Dillenia: nombre genérico otorgado en honor del botánico alemán Johann Jacob Dillenius,

## Especies seleccionadas
- Dillenia burbidgei (Hook.f.) Gilg
- Dillenia indica L.
- Dillenia mindanaensis Elmer
- Dillenia ovata Wall. ex Hook.f. & Thomson
- Dillenia pentagyna Roxb.
- Dillenia philippinensis Rolfe
- Dillenia reifferscheidia Fern.-Vill.
- Dillenia suffruticosa (Griff. ex Hook.f. & Thomson) Martelli